# Aleuronudus induratus
Aleuronudus induratus là một loài côn trùng cánh nửa trong họ Aleyrodidae, phân họ Aleurodicinae.
Aleuronudus induratus được Hempel miêu tả khoa học đầu tiên năm 1922.